# U-272 (tàu ngầm Đức)
U-272 là một tàu ngầm tấn công  Lớp Type VII thuộc phân lớp Type VIIC được Hải quân Đức Quốc Xã chế tạo trong Chiến tranh Thế giới thứ hai. Nhập biên chế năm 1942, nó vẫn còn trong giai đoạn chạy thử máy và huấn luyện trong thành phần Chi hạm đội U-boat 8 khi bị mất sau tai nạn va chạm với tàu ngầm U-634 trong biển Baltic vào ngày 12 tháng 11, 1942.

## Thiết kế và chế tạo

### Thiết kế

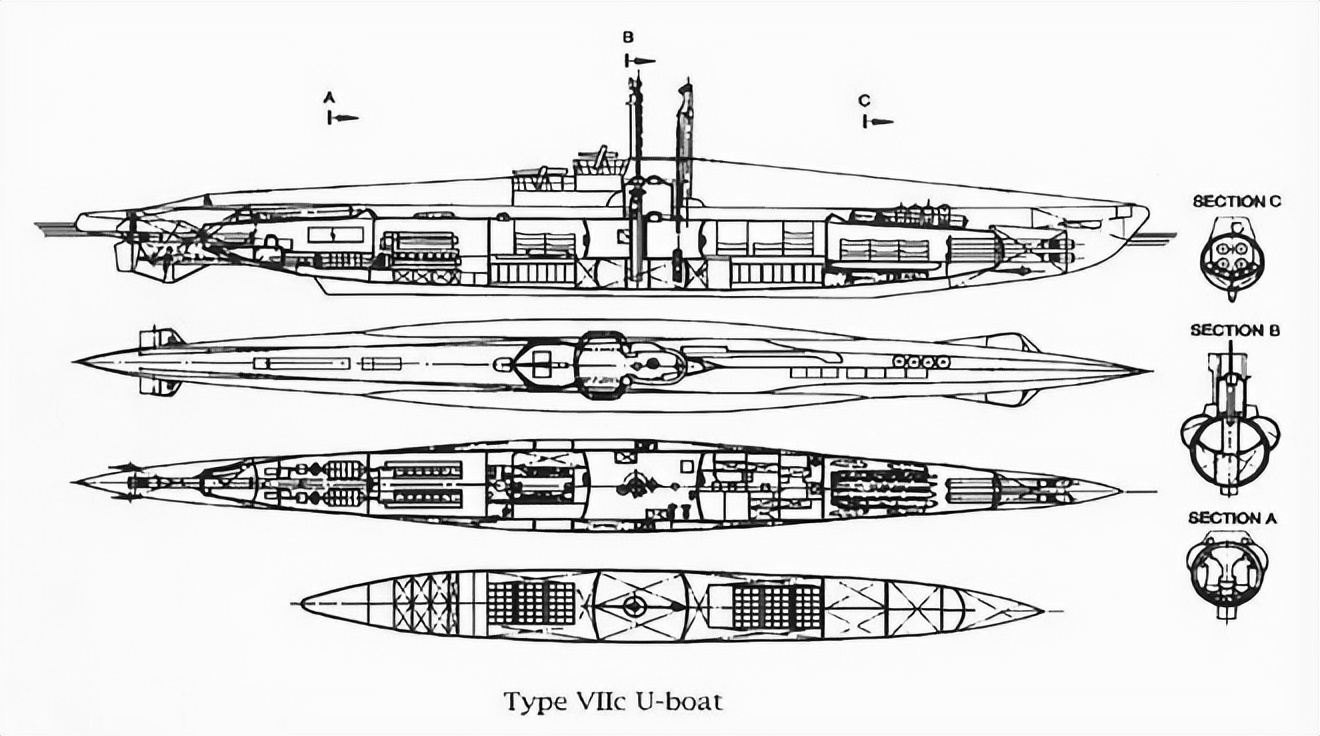
Sơ đồ các mặt cắt một tàu ngầm Type VIIC

Phân lớp VIIC của Tàu ngầm Type VII là một phiên bản VIIB được kéo dài thêm. Chúng có trọng lượng choán nước 769 t (757 tấn Anh) khi nổi và 871 t (857 tấn Anh) khi lặn). Con tàu có chiều dài chung 67,10 m (220 ft 2 in), lớp vỏ trong chịu áp lực dài 50,50 m (165 ft 8 in), mạn tàu rộng 6,20 m (20 ft 4 in), chiều cao 9,60 m (31 ft 6 in) và mớn nước 4,74 m (15 ft 7 in).
Chúng trang bị hai động cơ diesel Germaniawerft F46 siêu tăng áp 6-xy lanh 4 thì, tổng công suất 2.800–3.200 PS (2.100–2.400 kW; 2.800–3.200 bhp), dẫn động hai trục chân vịt đường kính 1,23 m (4,0 ft), cho phép đạt tốc độ tối đa 17,7 kn (32,8 km/h), và tầm hoạt động tối đa 8.500 nmi (15.700 km) khi đi tốc độ đường trường 10 kn (19 km/h). Khi đi ngầm dưới nước, chúng sử dụng hai động cơ/máy phát điện AEG GU 460/8–27 tổng công suất 750 PS (550 kW; 740 shp). Tốc độ tối đa khi lặn là 7,6 kn (14,1 km/h), và tầm hoạt động 80 nmi (150 km) ở tốc độ 4 kn (7,4 km/h). Con tàu có khả năng lặn sâu đến 230 m (750 ft).
Vũ khí trang bị có năm ống phóng ngư lôi 53,3 cm (21 in), bao gồm bốn ống trước mũi và một ống phía đuôi, và mang theo tổng cộng 14 quả ngư lôi, hoặc tối đa 22 quả thủy lôi TMA, hoặc 33 quả TMB. Tàu ngầm Type VIIC bố trí một hải pháo 8,8 cm SK C/35 cùng một pháo phòng không 2 cm (0,79 in) trên boong tàu. Thủy thủ đoàn bao gồm 4 sĩ quan và 40-56 thủy thủ.

### Chế tạo
U-272 được đặt hàng vào ngày 20 tháng 1, 1941, và được đặt lườn tại xưởng tàu của hãng Bremer-Vulkan-Vegesacker Werft ở Bremen vào ngày 28 tháng 11, 1941. Nó được hạ thủy vào ngày 15 tháng 8, 1942, và nhập biên chế cùng Hải quân Đức Quốc Xã vào ngày 7 tháng 10, 1942 dưới quyền chỉ huy của Hạm trưởng, Trung úy Hải quân Horst Hepp.

## Lịch sử hoạt động
U-272 vẫn còn trong giai đoạn chạy thử máy và huấn luyện trong thành phần Chi hạm đội U-boat 8 tại khu vực biển Baltic. Nó mắc tai nạn va chạm với tàu ngầm U-634 ngoài khơi cảng Hel, Ba Lan, và đắm tại tọa độ 54°45′B 18°50′Đ / 54,75°B 18,833°Đ. 20 thành viên thủy thủ đoàn của U-272 đã tử trận, và 19 người khác sống sót được cứu vớt.